# Редкие земли (роман)
«Ре́дкие зе́мли» — роман Василия Аксёнова, написанный в 2006 году. Опубликован издательством ЭКСМО в 2007 году. В книге описывается история вымышленной фирмы «Таблица-М» и биография одного из её основателей Гена Эдуардовича Стратова, схожая в основных моментах (комсомольское прошлое, успех в бизнесе, арест) с судьбой Михаила Ходорковского.

## Сюжет
Последний первый секретарь ЦК ВЛКСМ Ген Стратов совместно с женой Натальей (Ашкой) и другом Гурамом Ясношвили организовывает компанию «Таблица-М», занимающуюся добычей и переработкой редкоземельных элементов.
В результате конфликта с организацией МИО, поддержанной Прокуренцией, Ген Стратов оказывается в тюрьме по обвинению в рейдерстве и организации заказных убийств, а на Гурама Ясношвили совершено покушение, в результате которого он лишается руки и ноги, начальник службы безопасности «Таблицы-М» Максим Алмазов вынужден скрываться, а дети Стратовых — Парасковья и Никодим живут в Европе. Однако Ашке Стратовой удаётся путём подкупа охраны организовать побег Гена из тюрьмы, в ходе которого выясняется, что в той же тюрьме сидят и другие персонажи романов Василия Аксёнова. 
В результате мутации, вызванной обстоятельствами его зачатия, сын Гена Никодим Стратов превращается в морское животное и уходит жить в океан, а Ашка и Ген разводятся.

## Персонажи
- Базз Окселотл — автор[2]
- Ген Стратов, Ашка Стратова, Гурам Ясношвили — основатели и совладельцы фирмы «Таблица-М»
- Ник Оризон (Никодим Стратов) — сын Ашки и Гена Стратовых
- Парасковья Стратова — дочь Ашки и Гена Стратовых, «близкая» подруга теннисистки Ленки Стомескиной
- Максим Алмазов — киллер, нанятый для убийства Стратовых, впоследствии начальник службы безопасности фирмы «Таблица-М»
- мастер Сук и мастер Шок — Суконный и Шокмуратов, сотрудники службы безопасности «Таблицы-М»